# Hrvatska pošta (glasilo, 1944.)
Hrvatska pošta je bio hrvatski tjednik iz Zagreba. Prvi je broj izašao rujna 1944., a zadnji broj travnja 1945. godine. Izašlo je 25 breojeva. Za uredništvo je odgovarao Pero Vukota.